# Avril rouge
Pour plus de détails, voir Fiche technique et Distribution.
Avril rouge (Il giorno del furore) est un film britannico-italien réalisé par Antonio Calenda, sorti en 1973.
Il s'agit d'une adaptation du roman de jeunesse inachevé de Mikhaïl Lermontov, Vadim (ru) (Вадим), publié en 1834. Le film a été réalisé par le metteur en scène italien Antonio Calenda à partir d'un scénario qu'il a coécrit avec Edward Bond et Ugo Pirro.

## Synopsis
L'action se déroule dans la Russie du XVIIIe siècle, pendant la rébellion de Pougatchev. Le riche et puissant propriétaire terrien Palitsyne emploie un mendiant bossu, Vadim, qui tente de faire ses preuves en tant que fidèle serviteur. Dans la maison de Palitsyne est élevée la jeune Irena, qui est depuis longtemps l'objet de la convoitise du propriétaire terrien, ce que sa femme soupçonne.
Un jour, Vadim dit à Irena qu'elle ne sait pas vraiment ce qui est arrivé à ses parents : non seulement ils sont morts, mais ils ont été poussés à la mort par Palitsyne. Vadim lui fait croire qu'il est son frère aîné, qui erre depuis longtemps dans le monde comme un mendiant. Il veut trouver l'assassin de ses parents et de toute sa famille. Irena trouve donc en Vadim le réconfort sa seule famille.
Cependant, son jeune fils Youri, avec qui Irena jouait lorsqu'elle était enfant, arrive bientôt dans la maison de Palitsyne. Youri n'est pas rentré chez lui depuis plusieurs années et a le coup de foudre pour Irena dès qu'il l'aperçoit. Vadim se rend compte qu'il a perdu le seul être autochtone en la personne d'Irena. Étant associé aux paysans cosaques de Pougatchev, Vadim informe l'un des détachements que tout est prêt pour capturer la maison de Palitsyne.
Palitsyne part à la chasse et s'arrête en chemin pour voir sa maîtresse Anya. La femme de Palitsyne, accompagnée de nobles locaux, vient servir au monastère. Vadim parvient à soulever le peuple pour qu'il se révolte, en attirant l'attention sur l'exploitation constante et la cruauté de ses maîtres. La foule se jette sur les propriétaires et le clergé et les tue. Apprenant le massacre et la mort de sa mère, Youri cherche son père et l'informe de ce qui s'est passé. Anya envoie son fils adolescent Vaclav escorter les Palitsyne et Irena jusqu'à un endroit désert parmi les rochers où ils pourront se réfugier. Là, Youri laisse son père et Irena et part chercher de l'aide. Resté seul avec Irena, Palitsyne ne peut se contenir, promet de l'épouser et couche avec la jeune fille.
Vadim conduit les paysans de Pougatchev au domaine de Palitsyne, qu'ils pillent et incendient. Vadim propose alors de retrouver Palitsyne lui-même et son fils. Avec les paysans, il rend visite à Anya, qui ne veut rien lui dire. Ils prennent ensuite Vatslav et partent avec lui à sa recherche.
Youri découvre que la garnison de soldats a été vaincue et qu'il n'y a nulle part où attendre de l'aide. Il retourne auprès de son père et d'Irena, qui est désemparée et répète que son Youri ne reviendra jamais. Réalisant ce qui s'est passé, Youri affronte son père. Dans la bagarre, Youri se fait tuer en se cognant la tête contre un rocher. Pendant ce temps, Vadim et les paysans de Pougatchev apparaissent. Vadim humilie Palitsyne en le forçant à aller chercher un bâton comme un chien, comme Palitsyne l'avait fait pour Vadim lui-même. Soudain, Vadim entend les paysans de Pougatchev tirer sur Irena qui s'enfuit. Il court vers le corps d'Irena et voit Palitsyne, la tête traversée d'une balle. En s'écriant « Il était à moi ! », Vadim se penche sur les cadavres et de son ennemi et de sa sœur, désespéré.

## Fiche technique
- Titre original : Il giorno del furore[1],[2]
- Titre français : Avril rouge[3]
- Titre anglais : One Russian Summer
- Réalisation : Antonio Calenda
- Scénario : Antonio Calenda, Edward Bond et Ugo Pirro d'après le roman de Mikhaïl Lermontov
- Photographie : Alfio Contini
- Montage : Sergio Montanari
- Musique : Riz Ortolani
- Production : Marcello Danon
- Sociétés de production : Dama Film, Harry Saltzman-Lowndes Production
- Pays de production :  Italie -  Royaume-Uni
- Langue originale : anglais
- Format : Couleurs - 2,35:1 - Mono
- Genre : drame
- Durée : 118 minutes
- Date de sortie : 
  - Italie : 26 janvier 1973
  - Royaume-Uni : octobre 1973
  - France : 23 juin 1976[3]

## Distribution
- Oliver Reed : Palitsyne
- Claudia Cardinale : Anya
- John McEnery : Vadim
- Carole André : Irena
- Ray Lovelock : Youri
- Paola Tedesco : Yulya

## Film connexe
- Vadim, un film muet de Piotr Tchardynine sorti en 1910.